# Бурчуладзе, Тенгиз Владимирович
Тенгиз Владимирович Бурчуладзе (груз. თენგიზ ვლადიმერის ძე ბურჭულაძე; 1929—2000) — советский и грузинский учёный в области математики и механики, доктор физико-математических наук (1967), профессор (1968), член-корреспондент АН Грузинской ССР (1979), академик АН Грузии (1993). Лауреат Государственной премии Грузинской ССР (1971).

## Биография
Родился 12 марта 1929 года в Тбилиси.
С 1947 по 1952 год обучался на физико-математическом факультете Тбилисского государственного университета. С 1952 по 1955 год обучался в аспирантуре этого университета. 
С 1955 по 1957 год на педагогической работе в Тбилисском институте инженеров железнодорожного транспорта в качестве преподавателя кафедры высшей математики. 
С 1957 года на научно-исследовательской работе в Тбилисском математическом институте АН Грузинской ССР в качестве младшего научного сотрудника, с 1958 по 1977 год — старший научный сотрудник, с 1977 по 1989 год — заместитель директора этого института, с 1989 года — по , заведующий кафедрой математической физики этого института. С 1965 года одновременно с научной занимался и педагогической работой в Грузинском государственном политехническом институте имени В. И. Ленина в качестве преподавателя и с 1968 года — профессора кафедры высшей математики

### Научно-педагогическая деятельность и вклад в науку
Основная научно-педагогическая деятельность Т. В. Бурчуладзе была связана с вопросами в области теории упругости и математической физике, занимался исследованиями в области плоских и пространственных статических и динамических  граничных задач по теории термодиффузии, упругости и термоупругости анизотропных и изотропных  упругих сред. Под руководством Т. В. Бурчуладзе была построена теория разрешимости краевых задач, которая давала возможность конструировать формулы и алгоритмы приближённого построения решений в обобщённых рядах Фурье.
В 1956 году защитил кандидатскую диссертацию по теме: «Асимптотическое поведение фундаментальных функций колебания упругого тела», в 1967 году защитил докторскую диссертацию на соискание учёной степени доктор физико-математических наук по теме: «Исследования по некоторым плоским граничным задачам теории эллиптических систем и приложения в теории упругости анизотропного тела : метод потенциалов и интегральных уравнений». В 1968 году ВАК СССР ему было присвоено учёное звание профессор. В 1979 году был избран член-корреспондентом АН Грузинской ССР, а в 1993 году — действительным членом  АН Грузии.  Т. В. Бурчуладзе было написано более ста тридцати научных работ, в том числе монографий.

## Основные труды
- Асимптотическое поведение фундаментальных функций колебания упругого тела. - Тбилиси, 1956. - 114 с.
- Исследования по некоторым плоским граничным задачам теории эллиптических систем и приложения в теории упругости анизотропного тела : метод потенциалов и интегральных уравнений. - Тбилиси, 1966. - 353 с.
- Вопросы теории функций и математической физики: Сб. работ, посвящ. 70-летию акад. И.Н. Векуа / Ред. Т.В. Бурчуладзе. - Тбилиси : Мецниереба, 1978. - 257 с.  (Труды Тбилисского математического ин-та им. А.М. Размадзе; Т. 58).
- Развитие метода потенциала в теории упругости / Т. В. Бурчуладзе, Т. Г. Гегелиа. - Тбилиси : Мецниереба, 1985. - 226 с. (Тр. Тбил. мат. ин-та им. А. М. Размадзе / АН ГССР. Т. 79)[3]

## Премии
- Государственная премия Грузинской ССР (1971)[1][2]